# فالبلين (آوستا فالي)
فالبلين (بالإيطالية: Valpelline, Aosta Valley)‏ هي كومونا تقع في إيطاليا في فالي دا أوستا. يقدر عدد سكانها بـ 620 نسمة ومساحتها 31 كم2 وترتفع عن سطح البحر 964 متر.

## السكان
في سنة 1861 بلغ عدد السكان 755 نسمة، وتطور العدد ليصل في سنة 2011 لـ 655 نسمة.
يظهر هذا المخطط البياني تطور النمو السكاني لـ فالبلين (آوستا فالي)